# Kluci z party (film, 2020)
Kluci z party (The Boys in the Band) je americký hraný film z roku 2020, který režíroval Joe Mantello. Jedná se o remake stejnojmenného filmu z roku 1970, který byl natočen podle stejnojmenné divadelní hry z roku 1968. Snímek byl uveden 30. září 2020 na Netflixu.

## Děj
Na Haroldovu počest se koná oslava jeho 32. narozenin. V Michaelově bytě na Upper East Side v New Yorku se scházejí homosexuální přátelé. Když Michael připravuje večírek s Donaldem, zatelefonuje mu Alan, jeho bývalý spolubydlící z Georgetownské univerzity, který se chce s Michaelem setkat. Alan o Michaelově homosexualitě neví a Michael mu tuto informaci nechce prozradit. V průběhu večera dorazí hosté, Emory, pár Larry a Hank, který byl kdysi ženatý, a Bernhard. Nečekaně se objeví také Alan. Je zneklidněn z chování některých hostů a dochází mu, že jsou homosexuálové, proto hovoří hlavně s Hankem, kterého považuje za jediného heterosexuála. Dorazí také prostitut Tex převlečený za kovboje, kterého Emory najal jako narozeninový dárek pro Harolda. Kvůli Emoryho provokativní povaze a narážce na to, že Alan je také gay, následuje hádka a Alan se stáhne do jiné místnosti. Mezitím se objeví oslavenec Harold a večírek probíhá na terase a v obývacím pokoji. Když chce Alan odejít, Michael ho nenechá. Iniciuje hru, ve které má každý volat někomu, koho opravdu miluje. Emory a Bernard se každý neúspěšně pokusí dovolat svému prvnímu milenci. Hank a Larry si po hádce volají jeden druhému. Nakonec má někomu zavolat Alan. Michael chce, aby hra potvrdila jeho podezření, že Alan je utajený gay. Ukáže se, že volal své manželce. Alan poté opustí byt. Harold konfrontuje Michaela se skutečností, že Michael ve skutečnosti nenávidí svou vlastní homosexualitu a raději by žil život heterosexuála. Poté odchází s Texem. Když všichni hosté opustí večírek, Michael si uvědomí, že měl Harold pravdu.

## Obsazení
| Jim Parsons                 | Michael |
| Matt Bomer                  | Donald  |
| Robin de Jesús              | Emory   |
| Michael Benjamin Washington | Bernard |
| Andrew Rannells             | Larry   |
| Tuc Watkins                 | Hank    |
| Brian Hutchison             | Alan    |
| Charlie Carver              | Tex     |
| Zachary Quinto              | Harold  |